# Parque nacional Gyeongju
El Parque nacional Gyeongju (en coreano: 경주국립공원) se encuentra en la provincia de Gyeongsangbuk-do, Corea del Sur, y es el único parque nacional histórico del país. Fue designado por primera vez como parque nacional en 1968. El parque cubre muchos de los principales sitios históricos del período llamado Silla en la ciudad de Gyeongju. Se divide en varias secciones no contiguas: Gumisan y las secciones Danseoksan al oeste del centro de la ciudad; Hwarang, Seo-ak, Sogeumgang, y las secciones de Namsan en el corazón de Gyeongju, la sección Tohamsan hacia el este, y la sección sobre Daebon en la costa del mar de Japón (mar Oriental).